# Palacio de Salvatierra
El Palacio de Salvatierra es un inmueble de la ciudad española de Ronda, en la provincia de Málaga. Se trata de un edificio que centra su decoración sobre una singular portada barroca que se organiza a partir de una pareja de columnas de orden corintio a cada lado de su amplia puerta adintelada, sobre las que se dispone un friso en piedra finamente decorado de donde arranca un balcón cerrado por una espléndida reja de hierro. 
El elemento más llamativo de esta portada lo forma el grupo de cuatro figurillas incas que, a la manera de los atlantes de la arquitectura clásica, sostienen sobre sus cabezas un frontón recto en cuyo centro se aloja el escudo de armas de los promotores de este edificio. 
Pero si interesante es el exterior del palacio, también lo es su interior, que cuenta con un valioso conjunto mobiliario y objetos decorativos y artísticos de gran calidad, tales como tallas y cuadros. 
Además, cuenta la casa con un jardín en su parte posterior, desde donde se domina una amplia vista sobre la Sierra de las Nieves; y en su entorno más próximo, también sobre los restos de las antiguas murallas medievales de la ciudad y sus baños árabes. 
Bien de Interés Cultural, el Palacio de Salvatierra está catalogado como Monumento, y así aparece publicado en el BOE en 1982.